# عبد الله سويدان

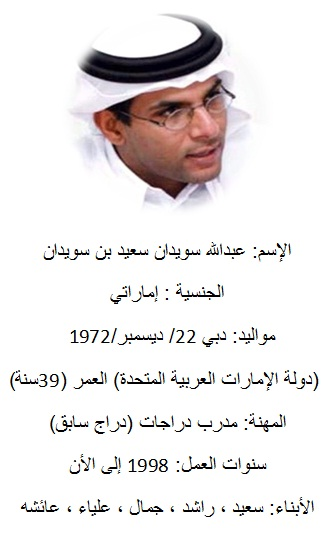

عبد الله سويدان  هو  سعيد بن سويدان ،من مواليد 22 ديسمبر 1972 ولد في إمارة دبي في منطقة الرأس (ديرة)،في دولة الإمارات العربية المتحدة، عاش طفولته على ضفاف خور دبي ودرس المراحل التعليمية الأولى في مدرسة الأحمدية الواقعة في منطقة الرأس ،وبدأت علاقته بالرياضة عندما شاهد سباقا للدراجات قد نظمته إدارة المدرسة ولم يستطع المشاركة في هذا السباق لصغر سنه ولم يكن يملك دراجة سباق، وبعد أن بلغ عمره 14عام التحق بفريق نادي النصر للدراجات بدبي مع فئة التاشئين وتدرج حتى بلغ فئة الكبار وخلال مسيرته حقق بطولة الدولة للناشئين والشباب والكبار وفضية مجلس التعاون وذهبية الفرق عام 1990 وعام 1995 وتم اختياره كأفضل رياضيين دولة الإمارات عام 1990/1991.

## التدريب
دخل عالم التدريب عام 1998 كمساعد لمدرب منتخب الإمارات للدراجات ،في عام 1999 تم توليته منتخب الناشئين وحقق أول بطولة لمنتخب الناشئين في نوفمبر 1999 بطولة مجلس التعاون الخليجي، وخلال فترة التدريب حقق العديد من البطولات لمنتخبات الناشئين والشباب والكبار 
لدى عبد الله سويدان رصيد 112 ميدالية ملونة على المستوى الآسيوي والعربي والخليجي.
أسس أول منتخب للإناث دراجات في دولة الإمارات وحقق فضية تاريخية في دورة الألعاب العربية بالجزائر 2004 عن طريق اللاعبة ميثاء حسن البلوشي.
أول مدرب عربي ينهي الدورة التدريبية المتخصصة في مجال التدريب بسويسرا عام 2003/2004 بحكم حداثة المركز العالمي للدراجات وقد حصل على درجة امتياز في تخصص المضمار ،وبعدها حقق العديد من الميداليات لمنتخب الإمارات في المضمار منها ذهبية 2004 للسرعة بالجزائر وتلتها 11 ميدالية في البطولة العربية للمضمار 2008 وفي عام 2010 احتكر ميداليات المضمار في البطولة الأولى لمجلس التعاون الخليجي للمضمار.

## الظهور التلفزيوني
في عام 2009 كان الظهور لـ عبد الله سويدان على قناة دبي الرياضية كمعلق ومحلل لطواف فرنسا للدراجات وقد كان الإسلوب في التحليل والتعليق مميزا لدرجة التفات العديد من المشاهدين لموهبته في التعليق الخاص لرياضة الدراجات.
البرلمان الرياضي 
ظهر عبد الله سويدان في البرنامج التلفزيوني (البرلمان الرياضي) بصورة ملفته للنظر من حيث طرحه لواقع الرياضة في بلاده الإمارات بصراحة وواقعية قلما تحدث عنها أحدا غيره في أمام الشاشة وبالتالي أصبحت لدى عبد الله سويدان شعبية صغيرة من الرياضيين المنتسبين للألعاب المنسية الذي كان دائما ما يتحدث عنهم وبلسانهم على حال الواقع.

## الجوائز والألقاب التقديرية
فاز بلقب أفضل لاعب بدولة الإمارات عام 1991 وهي جائزة تمنح لأفضل 10 رياضيين في الدولة وتمنح من قبل وزير الشباب والرياضة بالدولة وكان في عمر 18 عاما
فاز بجائزة الشيخ محمد بن راشد آل مكتوم للإبداع الرياضي في عام 2011 وبلقب المدرب المبدع بعد أن قاد منتخبات الإمارات بالفوز 112 ميدالية ملونة على المستوى الخليجي والعربي معظمها في اختصاص المضمار وتم ذلك في موسم واحد فقط الأمر الذي يعتبر بإنجاز غير مسبوق في تاريخ اتحاد الإمارات للدراجات
حصل على 4 أوسمة رياضية (وسام الإنجاز الرياضي) من سمو الشيخ منصور بن زايد آل نهيان نائب رئيس مجلس الوزراء وزير شؤون الرئاسة بدولة الإمارات أعوام 2008 ،2009،2010 ،2011

## تأليف الكتاب الأول في تدريب لعبة الدراجات
في عام 2010 أصدر كتابا من تأليفه يتحدث عن التدريب في رياضة الدراجات وعن أهم العوامل التي تصنع بطل للدراجات وكيفية التعامل مع النشئ والتدرج واستخدام الأحمال التدريبية والتغذية وعلوم الفسيولوجيا ودورها في تصميم برامج التدريب وقد نال هذا الكتاب الأول من نوعه في هذه الرياضة وباللغة العربية الاستحسان لمن تصفح محتوياته الأمر الذي دفع الاتحاد الدولي باللعبة الاعتراف بالكتاب عن طريق بات ماكويد رئيس الاتحاد الدولي للدراجات بإرسال كتاب شكر وتهنئة لسويدان على هذه الخطوة الرائدة في مجال اللعبة، وكان عبد الله سويدان قد عمل على تأليف الكتاب في 4 سنوات منذ عام 2006 وانتهى في عام 2010 وقد جمع كل الخبرات العالمية وتجاربه الشخصية في توليفه تسهل على القارئ فهم هذه الرياضة الجميلة

## حياته
حقق ذهبية العرب مع منتخب الشباب وبعدها بميدالتين برونزيتين في بطولة آسيا للدراجات في نفس العام واستمر في عمله كمدرب وبدأ في التطلع لبلوغ مرتبة أعلى بالمستوى التدريبي ودخل من باب اختصاص المضمار وكان النجاح بإحراز أول ذهبية في دورة الألعاب العربية بالجزائر 2004 وبعدها في عام 2008 أثبت قدراته عمليا بإحراز عدد 11 ميدالية في البطولة العربية للمضمار، وبدأ في تقديم المحاضرات في الدورات التدريبية وقد حاضر في دمشق والإمارات في علوم التدريب، 
| عبد الله سويدان                                                   | الإنجازات                                                      |
| ----------------------------------------------------------------- | -------------------------------------------------------------- |
| السيرة الذاتية                                                    | http://www.youtube.com/watch?v=PD3m64k7xHk                     |
| تعليق الكابتن عبد الله سويدان                                     | http://www.youtube.com/watch?v=ok2jV5Xrqho                     |
| تنضيم دورة لمدربي المضمار                                         | http://www.albayan.ae/sports/variety/2011-03-26-1.1409319      |
| سويدان: الحصول على الجائزة فخر لكل الرياضيين                      | http://www.albayan.ae/sports/columns/2012-01-06-1.1567718      |
| عبد الله سويدان: نملك مواهب متميزة واهتمامنا من القاعدة إلى القمة | http://www.albayan.ae/sports/1277246259425-2010-10-30-1.298711 |

صورة عبد الله سويدان في عام 1991 بمعسكر فرنسا